# W.A.Y. Moby Polka
W.A.Y. Moby Polka (spesso conosciuta come Ear Booker Polka o The Poodle Hat Polka) è un brano musicale del cantante statunitense "Weird Al" Yankovic che fa parte delle sue polka medley. È separata nei crediti degli album per motivi legali.

## Il brano
Il brano originariamente si chiamava "Ear Booker Polka" in riferimento alla casa discografica di Yankovic: la "Ear Booker Music", associata con la Broadcast Music Incorporated. Quando la casa discografica di Yankovic, la Scotti Brothers Records, si sciolse nel 1997, il loro contratto discografico venne venduto alla Volcano Records. Così Yankovic cambiò il  nome del brano in "W.A.Y. Moby Polka", nome basato su una citazione del The Weird Al Show nell'episodio "Bad Influence". In Angry White Boy Polka, il nome venne temporaneamente cambiato in "The Poodle Hat Polka".